# David G. Bradley
Pour les articles homonymes, voir Bradley.
Cet article possède un paronyme, voir David Bradley.
David G. Bradley (né en 1953 à Washington, D.C. est un homme de presse américain. Il est le propriétaire de l'Atlantic Media Company, qui publie plusieurs influents journaux et magazines aux États-Unis dont The Atlantic Monthly, National Journal et The Hotline. Avant sa carrière dans la presse, Bradley avait créé deux sociétés de conseil à Washington,  Advisory Board Company et Corporate Executive Board.

## Source
- (en) Cet article est partiellement ou en totalité issu de l’article de Wikipédia en anglais intitulé « David G. Bradley » (voir la liste des auteurs).